# Джаферова къща
Джаферовата къща (на албански: Banesa e Bajram Xhaferit) е възрожденска къща в голобърденското село Големо Търново (Търнова e Мад), Република Албания. Принадлежи на Байрам Джафери. В 1977 година е обявена за архитектурен паметник на Албания.